# Colymbus
Colymbus var ett släkte fåglar som omfattade både familjerna lommar och doppingar, beskrivet av Carl von Linné 1758.
Såväl lommar som doppingar dyker efter föda, men deras anatomi skiljer sig radikalt från andra dykande vattenfåglar, exempelvis dykändernas. På grund av likheten med varandra men den distinkta skillnaden från andra dykande fåglar fördes både lommar och doppingar därför in under samma ordning, Colymbiformes. Under 1930-talet kunde dock bevisas att likheterna mellan lommar och doppingar inte beror på att de delar ursprung, utan i stället har uppstått genom så kallad konvergent evolution. Således rör det sig om obesläktade fåglar som delar samma livsstil, men som har utvecklats vid olika tidpunkter och i olika habitat. Som ett resultat av dessa rön är doppingar och lommar numera separerade till egna släkten, och införda i separata ordningar: Podicipediformes respektive Gaviiformes.